# نجوم الليل (مسلسل)
نجوم الليل مسلسل درامي تونسي عُرض لأول مرة في شهر رمضان سنة 2009 على قناة حنبعل، وتواصل بشكل متقطع لأربعة مواسم، آخرها في رمضان 2013، وهو من تأليف سامية عمامي، وإخراج مديح بالعيد، وإنتاج مهدي نصرة.
يُعد من أول المسلسلات التي لاقت نجاحًا جماهيريًا على قناة خاصة تونسية، من خلال التطرق لوقائع اجتماعية لم يكن من الشائع الحديث عنها، أبرزها التفاوت الاجتماعي، والقمار، وتجارة المخدرات.

## القصة
يروي المسلسل صراعًا بين طبقتين مختلفتين تمامًا في المجتمع التونسي. الطبقة الأولى هي الطبقة البرجوازية المتسلقة، والتي تمكنت من جمع ثروتها عبر الممارسات المخالفة للقانون، كتجارة المخدرات والاختلاس والسوق السوداء، وتضم رجال أعمال مثل شفيق الحاذق ومختار البلدي والناصر وغيرهم. في الجانب الآخر، تمثل الطبقة الثانية الأشخاص الذين يدافعون عن مبادئهم وأخلاقهم، من الصدق، والشرف، والأمانة، مثل أحمد بن سالم (سي أحمد).
يعمل سي أحمد في مراقبة جودة عمليات البناء بالهندسة المدنية، ويسكن في حي شعبي، رفقة زوجته صفيّة، وأبنائه عماد وشوقي. هذا الأخير مُعجب بجارتهم مروى، وهي فتاة شابة تعيش مع جدتها يامنة وشقيقتها رهام (بلها).
أثناء عمله، يواجه سي أحمد ضغوط من قبل شفيق وأصدقائه، من أجل السكوت عن تجاوزاتهم في البناء، كما يتعرض إلى تهديدات بالانتقام من عائلته، مما يجبره على التقاعد وترك عمله، ولكنه يحاول تعليم أبنائه القيم الإنسانية والنبيلة، مهما كلفه ذلك.
من جهة أخرى، يواجه شفيق مشاكل التفكك الأسري، بسبب تقاعس زوجته علياء، واستهلاك ابنه أيمن للمخدرات. هذا الأخير يُعجب أيضا بمروى، إلا أنه يلاقي رفض والدته لها.
يعرض المسلسل أيضًا رضوخ الطبقة المتوسطة والفقيرة للعمل مع رجال الأعمال المتورطين، لتوفير احتياجاتهم المالية، مثل مروى، التي تعمل في الملاهي الليلية، كما أنها تصبح سكرتيرة الناصر، رئيس عصابة تجارة المخدرات، إضافة إلى زاك، الذي يضطر أيضًا للتعامل مع العصابة لإنقاذ والدته من التهديدات التي يتعرض لها.

## الشخصيات

### الشخصيات الرئيسية
- هشام رستم: «شفيق الحاذق» رجل أعمال ثري
- علي بنور / توفيق عبد الهادي: «أحمد بن سالم» أو «سي أحمد» رجل متقاعد يسكن بحي شعبي
- معز القديري: «زكريا» أو «زاك» عضو مافيا مخدرات، ثم متعاون مع الشرطة
- سامية رحيم: «علياء» زوجة شفيق
- المنصف الأزعر: «الناصر» رجل أعمال، رئيس مافيا مخدرات
- علي الخميري: «خالد» محامي، زوج شقيقة علياء
- مارتين قفصي: «هاجر» زوجة خالد، شقيقة علياء
- زينب أمين: «صفيّة» زوجة سي أحمد
- فاطمة الزهراء معطر: «مروى» فتاة شابة تسكن بحي شعبي، جارة عائلة سي أحمد
- مروان العريان: «شوقي» ابن سي أحمد وصفيّة، حبيب مروى ثم زوجها
- محمد كوكا: «محسن» أو «فلاديمير» رجل أعمال، صديق شفيق
- دليلة مفتاحي: «مبروكة» ربة بيت، جارة عائلة سي أحمد
- محمد اليانقي: «رضا» صديق شفيق
- ريم الرياحي: «أميرة» أو «سارة» محامية زاك
- محمود الأرناؤوط: «حميد» رجل أعمال
- فؤاد ليتيم: «مصطفى» مدير سي أحمد في العمل
- عمر حميدة: «أيمن» ابن شفيق وعلياء، حبيب مروى السابق

### الشخصيات الثانوية
- دجلة دويسي: «رهام» أو «بلها» شقيقة مروى
- مجدي السميري: «فريد» ميكانيكي سيارات، حبيب رهام ثم زوجها
- محرز حسني: «شكيب» أو «شاكالو» ابن مبروكة، صديق شوقي
- غيث العرفاوي: «عماد» ضابط شرطة، ابن سي أحمد وصفيّة
- ذكرى الشابي: «نادية» ضابطة شرطة، زوجة عماد
- هناء الفهري: «إيناس» ابنة خالد وهاجر، صديقة عماد
- غانم الزرلي: «قيس» صديق أيمن
- لطفي عبد الغفار: «مختار البلدي» رجل أعمال، صديق شفيق
- رفيعة بالحوت: «يامنة» جدّة مروى ورهام
- لسعد بن حسين: «جلال» ابن يامنة، خال مروى ورهام
- نجوى ميلاد: «وداد» زوجة جلال
- ليلى الشابي: «نبيهة» زوجة رضا
- منال عبد القوي: «لطيفة» سكرتيرة شفيق
- مهذب الرميلي: «لسعد» أحد رجال شفيق
- عزيز يحيى: «هيثم» ابن خالد وهاجر
- رابعة السافي: «هيفاء» صديقة مروى
- كريم زكريا: «جاك» رجل أعمال فرنسي، مدير مروى في العمل
- بياتريس قريعة: «آنا» والدة زاك

## فريق العمل
| العمل         | صاحب العمل                                         |
| ------------- | -------------------------------------------------- |
| سيناريو وحوار | سامية عمامي                                        |
| المنتج المنفذ | مهدي نصرة                                          |
| إنتاج         | الشركة العالمية للإنتاج السمعي البصري بتونس (AVIP) |
| إخراج         | مديح بالعيد                                        |